# Quy luật chịu đựng của Shelford
Quy luật Shelford (phát âm tiếng Anh: (/ʃɛl fɔːd/; tiếng Việt: Xeo-pho) là một quy luật trong sinh thái học, phản ánh xu hướng về khả năng chịu đựng của sinh vật về mặt sinh học với nhân tố sinh thái trong môi trường mà nó sinh sống.
Ví dụ: Cây xanh cần có CO2 (carbon dioxide), ánh sáng, nước,... để quang hợp. Cây rất cần CO2, nhưng nếu hàm lượng khí này trong nơi cây sinh sống quá thấp thì nó có thể chết; ngược lại nếu hàm lượng khí này trong nơi cây đó sinh sống lại quá cao thì nó ngừng quang hợp. Tương tự như vậy, ánh sáng không thể thiếu đối với cây xanh, nhưng khi cường độ chiếu sáng quá thấp hay quá cao so với nhu cầu của cây đó thì nó sinh trưởng và phát triển không tốt, thậm chí bị chết; nghĩa là cây chỉ chịu đựng được cường độ sáng trong khoảng xác định, trong khoảng đó mà cường độ ánh sáng thích hợp nhất, thì cây quang hợp tốt nhất.

## Từ nguyên
Đây là quy luật do nhà động vật học người Mỹ là Victor Ernest Shelford (phát âm tiếng Anh: /ˈvɪktə ɜːnɪst ʃɛlfɔːd/) công bố trong một tài liệu khoa học vào năm 1911 và được xuất bản rộng rãi vào năm 1913, về "sức" chịu đựng về mặt sinh học của sinh vật đối với nhân tố ở môi trường, sau đó được phát triển nhờ nhà thực vật học người Anh là Ronald D'Oyley Good (1896-1992), rồi giới khoa học gọi quy luật này theo tiếng Anh là "Shelford’s Law of Tolerance" (quy luật chịu đựng của Shelford), nay thường gọi là quy luật về giới hạn sinh thái của sinh vật về nhân tố sinh thái.